# George Hamilton (football)
Pour les articles homonymes, voir George Hamilton et Hamilton.
George Hamilton, est un footballeur écossais né le 7 décembre 1917 à Irvine et mort en mai 2001 à Aberdeen. Il évolue au poste d'ailier droit de la fin des années 1930 au milieu des années 1950.
Il fait l'essentiel de sa carrière avec Aberdeen FC avec qui il remporte la Coupe d'Écosse en 1947. Il compte cinq sélections pour quatre buts inscrits avec la sélection écossaise.

## Biographie
George Hamilton débute dans le club de Queen of the South puis est repéré par Aberdeen FC qui l'achète 3 000 livres en avril 1938. La Seconde Guerre mondiale l'empêche de s'exprimer réellement et pendant le conflit il joue contre des équipes locales dans des ligues temporaires avec un club de sa région d'origine.
Après la guerre, il retourne à Aberdeen et peut enfin donner la pleine mesure de son talent. Il remporte la Coupe d’Écosse et marque le but vainqueur contre Hibernian FC. Cependant en 1947, une offre élevée de 8 000 livres est proposée par Heart of Midlothian pour s'acquérir ses service, un tarif important au vu de son âge (30 ans). Il n'y reste malgré tout qu'une saison, marquant 6 buts en 13 matchs et retourne à Aberdeen. 
Malgré des résultats en dents de scie, Hamilton aide son équipe à atteindre deux fois la finale de la Coupe en 1953 et 1954. Deux finales perdues. Il prend sa retraite en 1955 à l'âge de 38 ans. 
Il débute en équipe d’Écosse le 27 novembre 1946 contre l'Irlande du Nord. Lors de la Coupe du monde 1954, il fait partie des joueurs prêts à être appelés en cas de blessures. Lorsque Bobby Johnstone se blesse, c'est Hamilton qui le remplace, mais il ne joue pas de rencontre pendant la compétition. Il est le premier joueur de Queen of the South à être allé à une Coupe du monde. 

## Palmarès
- Vainqueur de la Coupe d’Écosse en 1947 avec Aberdeen FC.
- Vainqueur de la Coupe de la ligue en 1946 avec Aberdeen FC.